# Німецька кухня
Німецька кухня (нім. deutsche Küche) — вирізняється великою різноманітністю страв зі свинини, телятини, яловичини, птиці, дичини, риби. Популярні різноманітні овочі, особливо капуста, картопля, найчастіше у відвареному вигляді. Широко розповсюджені кисломолочні продукти, бутерброди, страви з яєць.
Німці надають перевагу негострій їжі, прянощі й приправи закладаються в страви дуже помірно, в цілому німецька національна кухня проста, багата, відрізняється великою розмаїтістю страв з овочів, м'яса, риби, борошна.
Характерно для німців використання на сніданок і вечерю всіляких бутербродів (дослівно хліб з маслом) із різноманітними олійно-масляними масами, овочами, ковбасою, рибою. Закусочний стіл багатий стравами з овочів, шинки, ковбаси і сосисок, сардин і особливо з оселедця з різноманітними соусами (рольмопс), салатами з м'яса і різної риби, заправленими майонезом. Якщо вірити статистиці, то найулюбленіша їжа німців — сосиски. Причому, у кожному регіоні — свої сорти.

## Традиційні страви регіонів країни

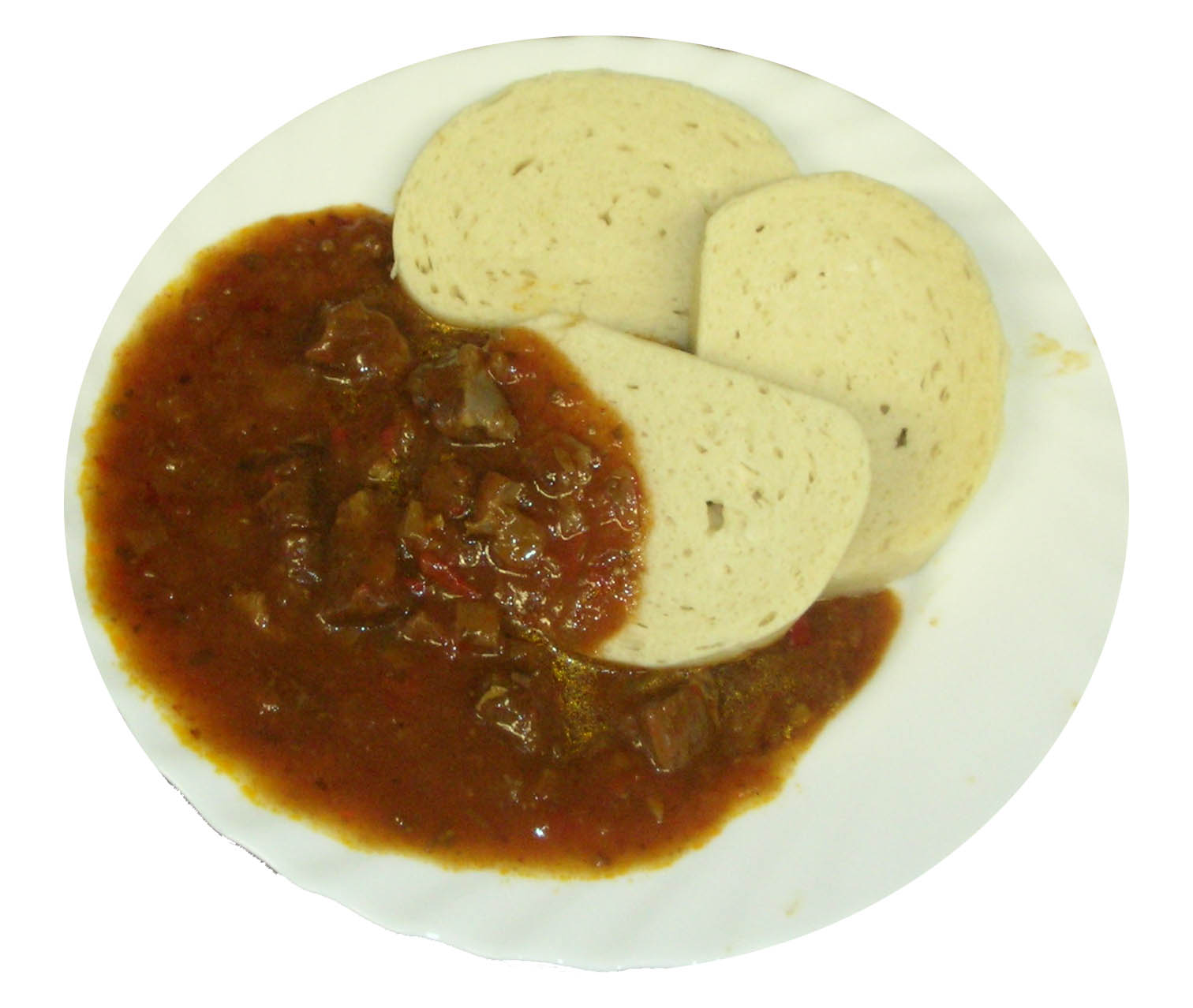
Кльоцки

## Типові страви
- свинина з пивом
- різдвяний штолен
- ковбаси і сосиски
- шніцель
- Кльоцки
- пиво